# Чому жінки вбивають
«Чому жінки вбивають» (англ. Why Women Kill) — американський комедійно-драматичний вебсеріал, створений Марком Черрі для потокового сервісу Paramount+. Серіал, дія якого розгортається у трьох часових лініях, розповідає про події, що призвели до вбивств після того, як три жінки різних поколінь і життів дізнаються про зради своїх чоловіків. 
Прем'єра першого сезону відбулася 15 серпня 2019 року. Серіал подовжили на другий сезон, прем'єра якого відбулася 3 червня 2021 року. 15 грудня 2021 року телесеріал було продовжено на третій сезон. 1 липня 2022 року серіал було закрито ще до початку виробництва.

## Сюжет
Серіал розповідає про трьох жінок, які в різний час живуть в одному й тому ж особняку в Пасадені (штат Каліфорнія) і стикаються з подружньою зрадою. У 1963 році Бет Енн Стентон насолоджується життям щасливої домогосподарки, поки не дізнається про роман свого чоловіка з офіціанткою. У 1984 році світська левиця Симона Гроув виявляє, що її третій чоловік є геєм, і сама заводить роман з молодим хлопцем. У 2019 році адвокатка Тейлор Гардінг проходить перевірку відносин, коли вона і її чоловік Ілай відчувають потяг до однієї і тієї ж жінки. У кожному шлюбі невірність стає точкою відліку подій, які призводять до вбивств.

## В ролях

### Сезон 1[4][5][6][7]

#### 1963

##### Основний склад
- Джінніфер Ґудвін — Бет Енн Стентон, домогосподарка, дружина Роба.
- Сем Джагер — Роб Стентон, аерокосмічний інженер, чоловік Бет Енн.
- Сейді Кальвано — Ейпріл, офіціантка, коханка Роба.

##### Другорядні ролі
- Алісія Коппола — Шейла Москоні, сусідка Роба і Бет Енн, дружина Лео.
- Адам Феррара — Лео Москоні, сусід Роба і Бет Енн, чоловік Шейли.
- Ліндсі Крафт — Клер, секретар Роба.

##### Запрошені актори
- Спенсер Гарретт — Гел Берк, бос Роба.
- Пері Гілпін — Вівіан Берк, дружина Гела.
- Аналі Тіптон — Мері Власин, сусідка Роба і Бет Енн, дружина Ральфа.
- Скотт Портер — Ральф Власин, сусід Роба і Бет Енн, чоловік Мері.

#### 1984

##### Основний склад
- Люсі Лью — Симона Гроув, двічі розлучена світська левиця, одружена з Карлом.
- Джек Девенпорт — Карл Гроув, третій чоловік Симони, який використовує їх шлюб для приховування своєї гомосексуальності.

##### Другорядні ролі
- Кеті Фіннеран — Наомі Гарт, заможна вдова, мати Томмі, подруга Сімони і Карла.
- Лео Ховард — Томмі Гарт, син Наомі, закоханий у Симону.
- Лі Юнь Лі — Емі, дочка Симони від першого шлюбу.

##### Запрошені актори
- Чарлі Депью — Бред Дженкінс, наречений Емі.
- Кен Гаріто — офіцер поліції, який приймає Симону за повію.
- Крістін Естабрук — Джойс Дабнер, сусідка Симони, страждає на іпохондрію.
- Філіп Ентоні-Родрігес — Гектор, колишній перукар Симони і коханець Карла.
- Діккі Дейл — Рубі Дженкінс, мати Бреда.
- Роберт Крейгхед — Двайт Дженкінс, батько Бреда.
- Гейлі Гассельгофф — Петті Дженкінс, сестра Бреда, лесбійка.

#### 2019

##### Основний склад
- Кірбі Гавелл-Баптист — Тейлор Гардінг, адвокатка, феміністка і бісексуалка, перебуває у відкритому шлюбі з Ілаєм.
- Александра Даддаріо — Джейд / Айрін Табачник, бісексуальна коханка Тейлор.
- Рід Скотт — Ілай Коен, сценарист, перебуває у відкритому шлюбі з Тейлор.

##### Другорядні ролі
- Кевін Деніелс — Ламар, агент Ілая.

##### Запрошені актори
- Кевін Макнамара — Дюк, колишній бойфренд Джейд.
- Саідха Арріка Екулона — сестра Тейлор.
- Христина Ентоні — Велма, сестра Тейлор.
- Оделя Халеві — Віллоу, модель Instagram, що працює з Мішею, подруга Джейд.
- Кевін Вільям Пол — Міша, модель Instagram, друг Джейд.

### Сезон 2[8][9][10][11]

#### Основний склад
- Еллісон Толман — Альма Філкот, домогосподарка
- Лана Паррія — Ріта Кастильо, очільниця місцевого клубу садівництва, дружина Карло.
- Б.К. Кеннон — Ді Філкот, донька Альми.
- Джордан Крісті — Верн Луміс, приватний детектив.
- Меттью Даддаріо — Скутер, актор-початківець, коханець Рити.
- Вероніка Фалькон — Кетрін Кастильо, донька Карло, пасербиця Рити.
- Нік Фрост — Бертрам Філкот, чоловік Альми, ветеринар.

#### Другорядні ролі
- Рейчел Бей Джонс — Мейсі Моран, співачка.
- Даніель Закапа — Карло Кастильо, чоловік Рити та батько Кетрін.
- Ейлін Галіндо — Ізабель, покоївка Рити.
- Вірджинія Вільямс — Грейс, учасниця клубу садівництва.
- Джессіка Філліпс — Джоан, учасниця клубу садівництва.
- Керрі О'Меллі — Мейвіс, учасниця клубу садівництва.
- Синтія Квілс — Бренда, учасниця клубу садівництва.
- Джек Девенпорт — оповідач.
- Воррен Коул — детектив Робін.

#### Запрошені актори
- Раян Макпартлін — Том Медісон.

## Список серій
| Сезон | Епізоди | Епізоди | Оригінальний показ | Оригінальний показ |
| Сезон | Епізоди | Епізоди | Перший показ       | Останній показ     |
| ----- | ------- | ------- | ------------------ | ------------------ |
| 1     | 10      | 10      | 15 серпня 2019     | 17 жовтня 2019     |
| 2     | 10      | 10      | 3 червня 2021      | 29 липня 2021      |